# Formule König
Formule König byla automobilová série závodu monopostů organizovaných v Německu. Vznikla v roce 1987 a jméno dostala podle podnikatele a výrobce sedadel do automobilů Richarda Königa. Svou činnost ukončila v roce 2004 po odchodu posledního velkého sponzora. Nejznámějším jezdcem seriálu se stal Michael Schumacher, který šampionát vyhrál v roce 1988.

## Vítězové
| Rok  | Jméno               |
| ---- | ------------------- |
| 1988 | Michael Schumacher  |
| 1989 | Thomas Winkelhock   |
| 1990 | Heribert Füngeling  |
| 1991 | Dirk Kisters        |
| 1992 | Marian Hamprecht    |
| 1993 | Jörg Bergmeister    |
| 1994 | Bernd Friedrich     |
| 1995 | Richard L. McLeod   |
| 1996 | Thomas Mühlenz      |
| 1997 | Thomas Mühlenz      |
| 1998 | Elran Nijenhuis     |
| 1999 | Benoît Allart       |
| 2000 | Bernhard Auinger    |
| 2001 | Thomas Westarp      |
| 2002 | Jochen Nerpel       |
| 2003 | Franz Kuncic        |
| 2004 | Ronny Wechselberger |